# John Sølling Andersen
John Sølling Andersen (født 12. marts 1953) er en dansk tidligere fodboldspiller.
Højre back var pladsen for John Andersen, der 1972-85 spillede 485 1.-holdskampe for B 1903, inden han til sidst i karrieren var hos Ølstykke.
Det blev til 17 A-landskampe (1975-79) med debut i en EM-kamp mod Spanien, pga afbud. Spillede 8 U21- og 1 U18-landskampe.
Som højre back var John Andersen, der startede sin karriere i B 1903, hvor hans far, Egon Andersen, en periode var leder af ungdomsafdelingen, med til i 1976 at vinde Danmarks første udesejr over Sverige i 39 år. Han var en energisk type, der altid udstrålede enorm gejst, fightervilje og godt humør. En dygtig, pålidelig holdspiller.
John Andersen blev dansk mester med B 1903 i 1976 og pokalvinder i 1979. Efter sin fodbold karriere var han bl.a. skolelærer på Kongevejens Skole i Virum.
Før sin pensionering var han et lille årti uddannelsesvejleder på UU-Nord i Lyngby.
Han er den ene af to cheftrænere, der har haft ansvaret for danmarksserieholdet i FC Øresund.
Tidligere har han haft træneropgaver i bl.a. KB, Ølstykke, B 93, Værløse, Humlebæk og Vanløse.